# 大同生命大阪本社ビル
大同生命大阪本社ビル（だいどうせいめいおおさかほんしゃビル）は、大阪府大阪市西区江戸堀にある超高層ビル。

## 概要
大同生命肥後橋ビル（旧ビル）の建て替えにより誕生した大同生命保険大阪本社である。
旧ビルのネオゴシック様式のテラコッタ外壁やチューダー式アーチ等の意匠を受け継いだ。

## 受賞等
- 大阪まちなみ賞第15回奨励賞[2]

## 交通アクセス
- Osaka Metro四つ橋線：肥後橋駅